# Boninena callistoderma
Boninena callistoderma је пуж из реда Stylommatophora и фамилије Orthalicidae. 

## Угроженост
Ова врста се сматра угроженом.

## Распрострањење
Ареал врсте је ограничен на једну државу. 
Јапан је једино познато природно станиште врсте.